# 天草市立下田南小学校
天草市立下田南小学校（あまくさしりつ しもだみなみしょうがっこう）は、かつて熊本県天草市天草町下田南にあった公立小学校。

## 沿革
- 1875年（明治8年）10月 - 当村字中村2479番地茲泉院を借り小学校開設
- 1885年（明治18年）2月 - 当村字中村2292番地に移転。天草郡第四番区小田床村公立小田床小学校と称する
- 1887年（明治20年）4月 - 小田床小学簡易科教場と改称
- 1905年（明治38年）6月 - 小田床尋常高等小学校と改称
- 1908年（明治41年）4月 - 小田床尋常小学校と改称
- 1912年（明治45年）6月 - 当村字伊竜921番地に新校舎落成移転
- 1934年（昭和11年）10月 - 下田南尋常高等小学校と改称
- 1941年（昭和16年）4月 - 下田南国民学校と改称
- 1947年（昭和22年）4月 - 下田村立下田南小学校と改称
- 1956年（昭和31年） - 天草町立下田南小学校と改称
- 2006年（平成18年） - 天草市立下田南小学校と改称
- 2013年（平成25年） - 天草市立下田北小学校、天草市立福連木小学校、天草市立高浜小学校、天草市立大江小学校と統合し天草市立天草小学校となる

## 跡地
跡地には2023年（令和5年）8月に熊本学習支援センター「天草下田南校」が開設されることになった。

## 学校周辺
- 国道389号
- 妙見浦